# Fritz Behrens (Schiff, 1981)
Die Fritz Behrens ist ein zweimotoriger ehemaliger Seenotrettungskreuzer der Deutschen Gesellschaft zur Rettung Schiffbrüchiger (DGzRS) der 23,3-m-Klasse, der 1981 von der Schweers-Werft in Bardenfleth unter Werft-Nr. 6442 erbaut wurde. Die DGzRS-interne Bezeichnung lautete KRS 13.
Das erste Tochterboot des Kreuzers, die Anna, hatte die interne Bezeichnung KRT 13. Dieses wurde 1990 durch die DGzRS als eigenständige Rettungseinheit unter dem Namen Umma eingesetzt und durch einen Neubau gleichen Namens (somit auch bekannt als Anna II) ersetzt; dieses neue Boot hatte die interne Bezeichnung KRT 23.

## Unfall und Modernisierung
Am 7. September 1994 kam es im Hafen von Büsum zu einem Unfall; dabei kollidierte das Fahrgastschiff First Lady mit dem Heckbereich des Kreuzers und drückte diesen unter Wasser.
Die beschädigte Fritz Behrens wurde danach in der Werft repariert. Im Rahmen dieses Werftaufenthaltes erfolgte ein umfangreicher Umbau des Kreuzers. Äußerlich erkennbar war dieser Umbau an den nunmehr eingebauten Bullaugen statt der vorher rechteckigen Fensterflächen, vor allem aber auch durch den neuen oberen Fahrstand, der nunmehr vollständig geschlossen ausgeführt war. Dies entsprach den Vorgaben für die modernsten deutschen Seenotkreuzerentwicklungen. Danach sollen die Fahrstände gasdicht ausgeführt sein, um Einsätze in gefährlichen Atmosphären durchführen zu können, beispielsweise bei Unglücken von Tankschiffen oder Gefahrguttransportern mit giftigen Ladungen. Dieser sogenannte Zitadellenbetrieb wurde jedoch nicht auf der Fritz Behrens eingebaut. Für Situationen, bei denen die Rettungsmänner auf akustische Wahrnehmungen von außen angewiesen sind, wurde an der Steuerbord-Rückseite des oberen geschlossenen Fahrstandes ein Außenfahrstand mit einem Minimum an Manövrierhilfen eingerichtet. Außerdem wurde in der umfangreichen Werftzeit das Heck des Kreuzers umgebaut. Das Heck ist nun nicht mehr rund, sondern eckig. Diese sogenannte Delta-Rumpfform (breiteste Stelle des Schiffes ist das Heck) führt zu einer besseren Kursstabilität bei hoher See von achtern. Die erste Klasse, in der diese neue Rumpfform Verwendung fand, ist die 23,1-Meter-Klasse.
Das Tochterboot Anna (II) war nach dem Unfall derart beschädigt, dass eine Reparatur wirtschaftlich nicht vertretbar war und wurde durch einen Neubau gleichen Typs und gleichen Namens Anna (III) ersetzt.

## Namensgebung
Fritz Behrens begründete durch sein Testament die Fritz-Behrens-Stiftung, die der DGzRS eine zweckgebundene Spende zum Neubau eines Seenotkreuzers zukommen ließ. Die Taufe erfolgte am 23. Januar 1981 in Vegesack. Der Name des Tochterboots ist der Vorname von Behrens’ Ehefrau.
Der Kreuzer ist die zweite Einheit der DGzRS, die auf den Namen Fritz Behrens getauft worden war; im Jahre 1977 war ein Seenotrettungsboot der 9-m-Klasse unter dem Namen Fritz Behrens in Dienst gestellt worden. Dieses Boot wurde am Tauftag des Kreuzers auf den Namen eines ehemaligen Bürgermeisters von Hannover, Arthur Menge, umbenannt.

## Stationierungen
Von Juni 1981 bis September 1994 war die Fritz Behrens in Büsum stationiert, danach auf der DGzRS-Station Greifswalder Oie in Mecklenburg-Vorpommern. Ab Februar 2009 fungierte sie als Reservekreuzer, im Sommer 2009 wurde sie ausgemustert.

## Verbleib
Nachdem die Fritz Behrens durch den zweiten 20-Meter-Seenotkreuzer Neubau Eugen Anfang Februar 2009 auf der Station Greifswalder Oie abgelöst wurde, erfolgte noch einige Monate die Verwendung als Reservekreuzer. Im August 2009 wurde der ehemalige Seenotkreuzer an den neuen Eigner, die WDK Hafen und Lager GmbH in Voerde (Nordrhein-Westfalen) übergeben. Der neue Eigner beabsichtigte, das Schiff im Wesel-Datteln-Kanal als Arbeitsschiff einzusetzen. Seit April 2012 läuft die Fritz Behrens unter britischer Flagge mit Heimathafen Southampton. Sie wird nun als Windparkversorger in der Ostsee von der Dorincourt Shipping Ltd. eingesetzt.
Seit einigen Jahren liegt sie, dem Wetter ausgesetzt, in einem der Becken des Duisburger Hafens.

## Galerie

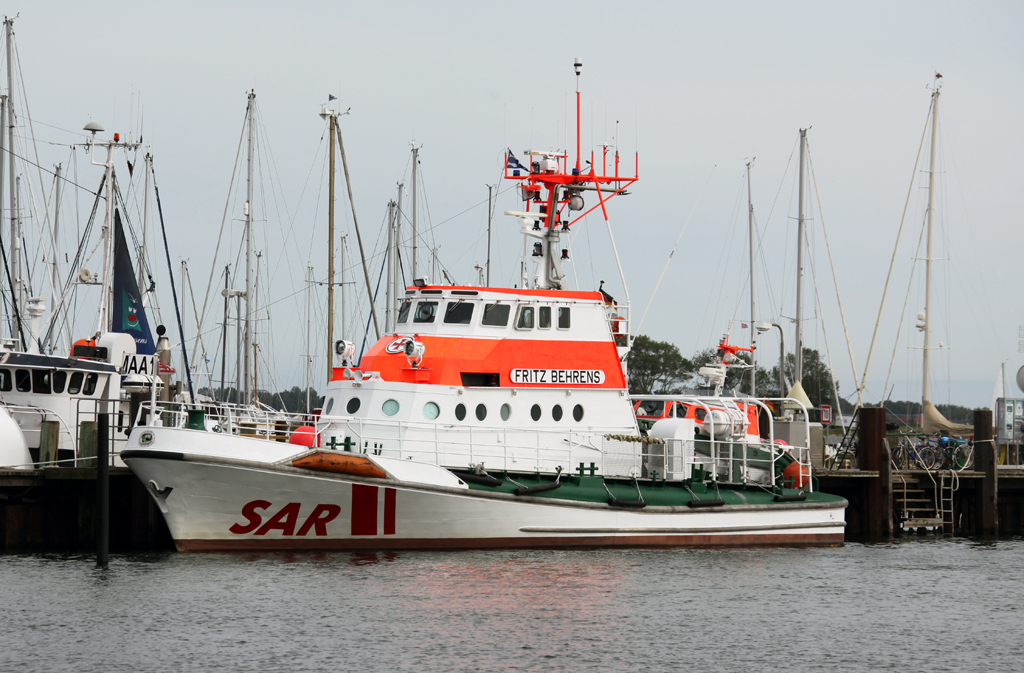
Im Juni 2009 aufgelegt in Maasholm
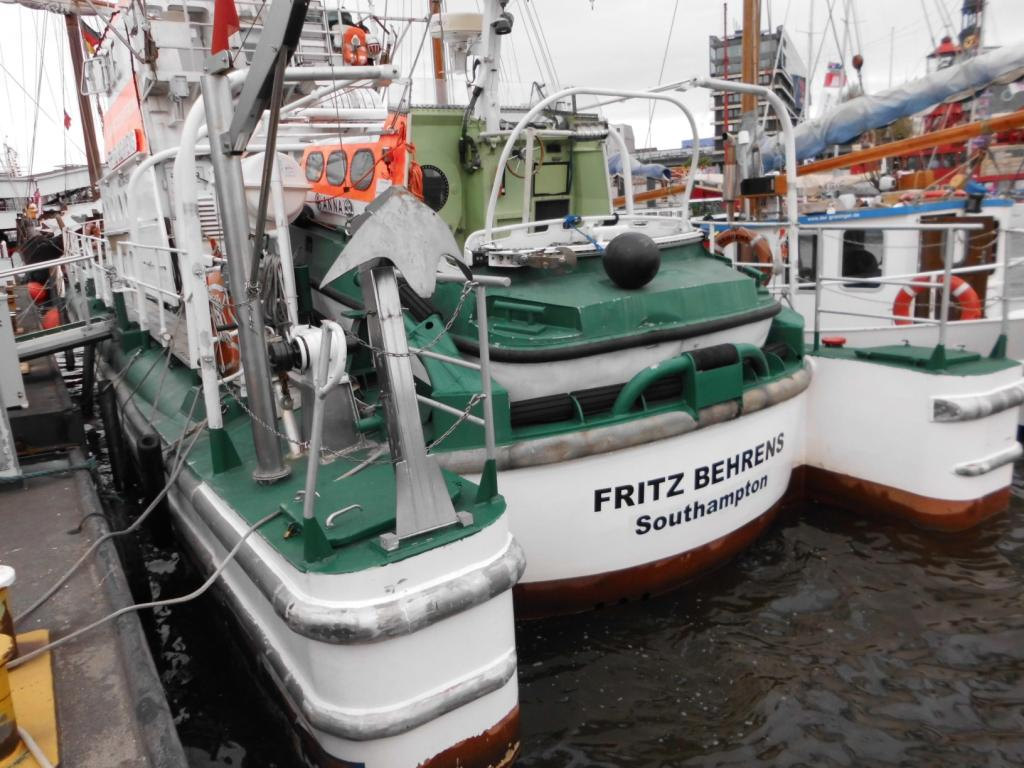
2013 in Hamburg, Blick auf das Tochterboot
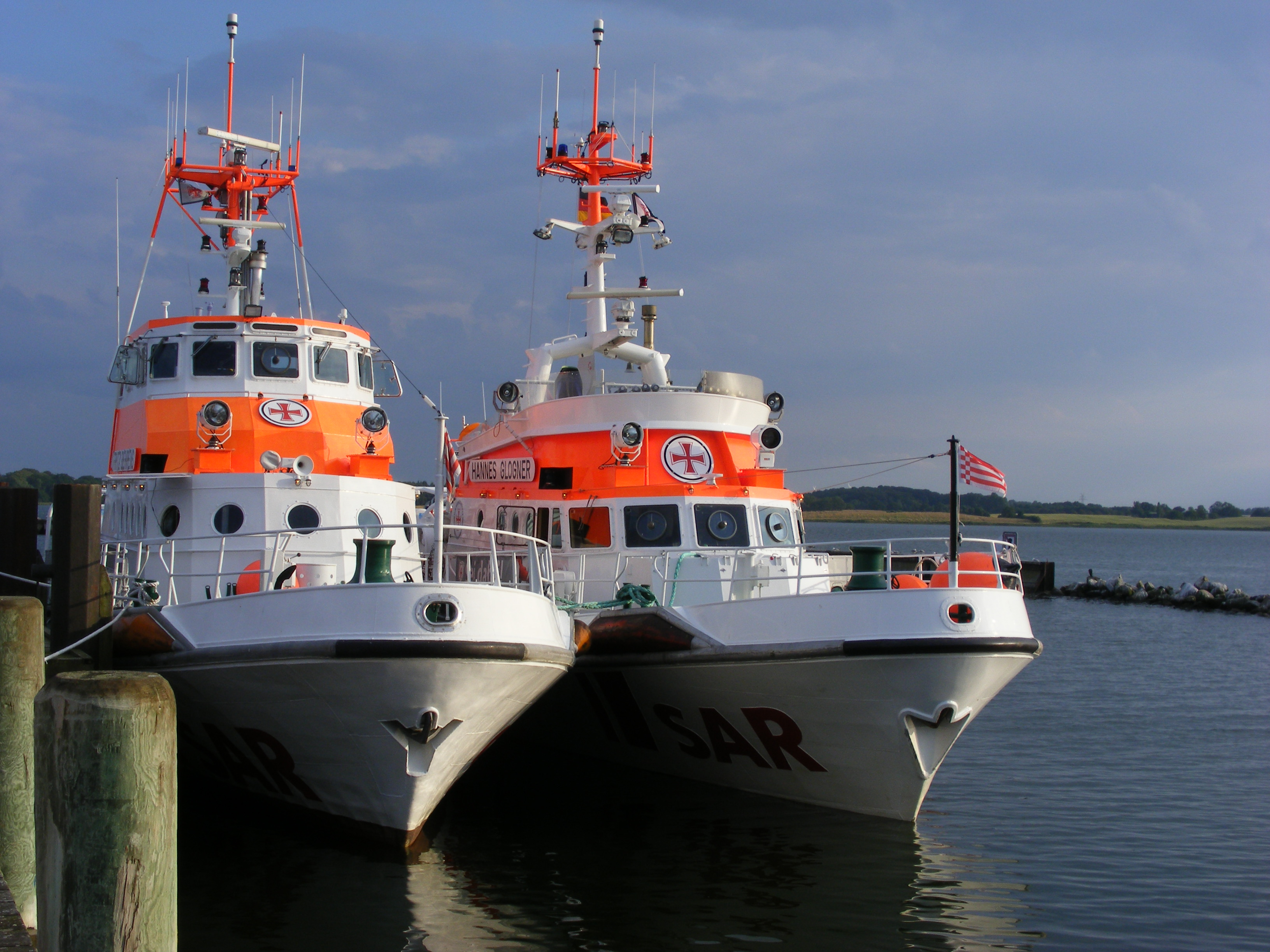
Fritz Behrens (links) und Hannes Glogner

## Schwesterschiffe
- Eiswette (1980 in den Dienst gestellt, ausgemustert)
- Minden (1985 in den Dienst gestellt, ausgemustert)
- Vormann Leiss (1985 in den Dienst gestellt, ausgemustert 2015)
- Nis Randers (1990 in den Dienst gestellt, ausgemustert 2020)
- Vormann Jantzen
- Hannes Glogner (1991 in den Dienst gestellt, ausgemustert 2018)